# Pylaisiadelpha fauriei
Pylaisiadelpha fauriei là một loài Rêu trong họ Sematophyllaceae. Loài này được (Besch. ex Cardot) W.R. Buck miêu tả khoa học đầu tiên năm 1984.